# Сукхотай (королівство)
Сукхотай (тай. อาณาจักร สุโขทัย) — середньовічна тайська держава, яка розташовувалася на території сучасного Таїланду навколо міста Сукхотхай в XIII-XV століттях.Стару столицю внесено до Світової Спадщини ЮНЕСКО.

## Етимологія назви
Сукхотай походить з слів Санскриту sukha (सुख "щастя") та udaya (उदय "підйом,спливання"),в буквальному розумінні "світанок щастя".

## Політична історія

### Звільнення від Лаво
До XIII ст. тайські королівства існували в північних високогір'ях, включаючи Королівство Хіран, народ Тай Юань (в центрі на Чіанг Саєн і попередник Лан На), а також Королівство Хеокем Тай Лю (в центрі Чианг Хунг, сучасний Цінчхон у Китаї). Сукхотай був торговим центром і частиною Лаво, яке перебувало під пануванням Кхмерської імперії.
Сучасні історики стверджували, що відділення Сукхтаю від Кхмерської імперії почалося ще в 1180 році під час правління Пху Кун Шрі Нау Намтому, який був правителем Сукхотаю та периферійного міста Сі Сачананалі. Сукотай користувався значною автономією, доки її не забрали близько 1180 р. мони Лаво.
Двоє друзів, Пху Кхун Балкенгхао і Пху Кхун Фа Муван повстали проти кхмерського губернатора Сукхотаю. Кхун, перш ніж стати тайським феодальним титулом, став титулом для правителя укріпленого міста та його околиць. Банглангхао керував Сукхотаєм під іменем Шрі Індрадітья - і почав династію Пхра Руанн - він розширив своє первісне царство до сусідніх міст. Наприкінці свого царювання в 1257 році Сукхотайське королівство охопило всю верхню долину річки Чаопхрайя.
Традиційні тайські історики вважали заснування Сукхотайського королівства початком свого народу, тому що мало було відомо про царства до Сукхотаю. Сучасні історичні дослідження показують, що тайська історія почалася задовго до Сукхотая.

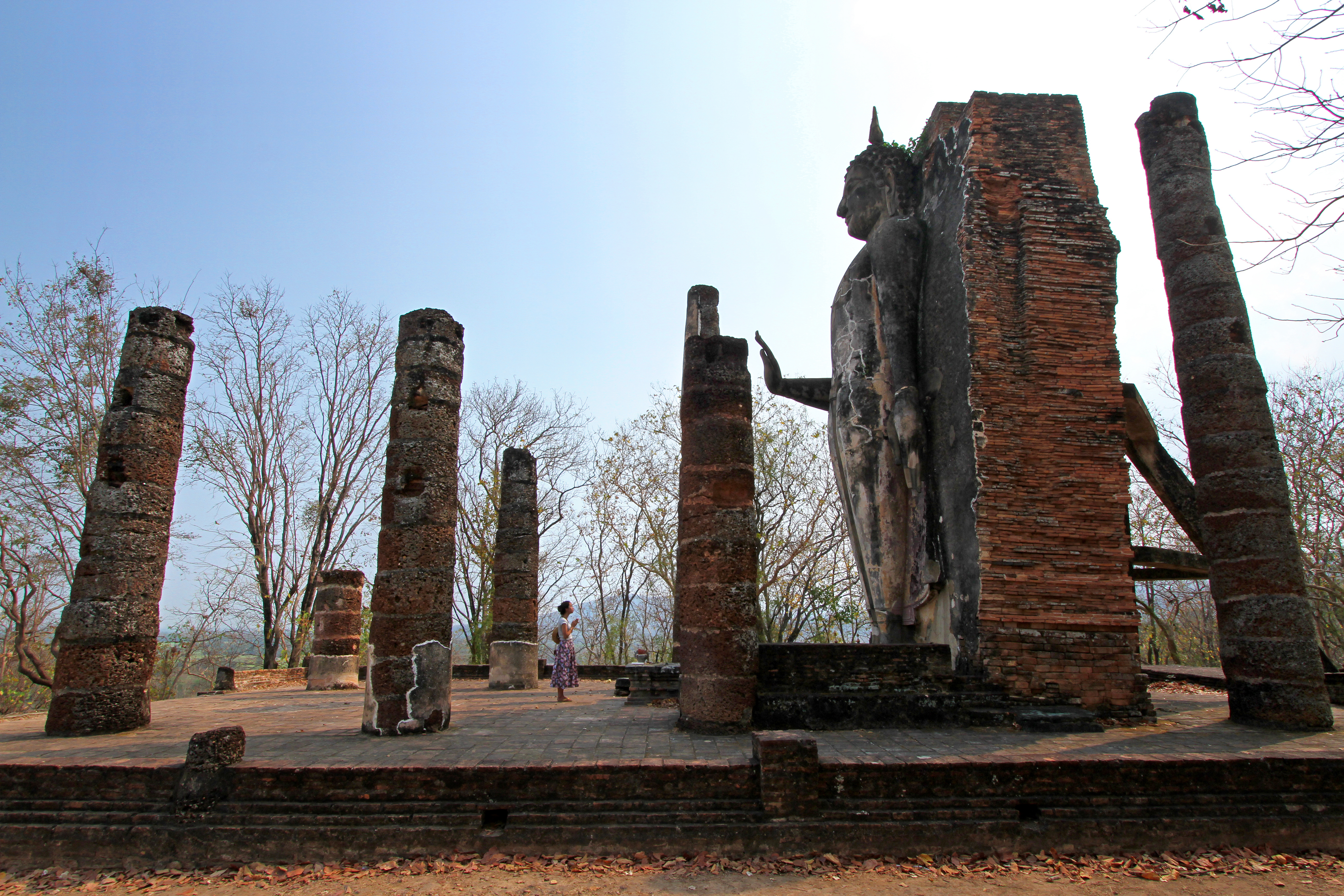
Ват Сапхан Хин,Сукхотайський історичний парк

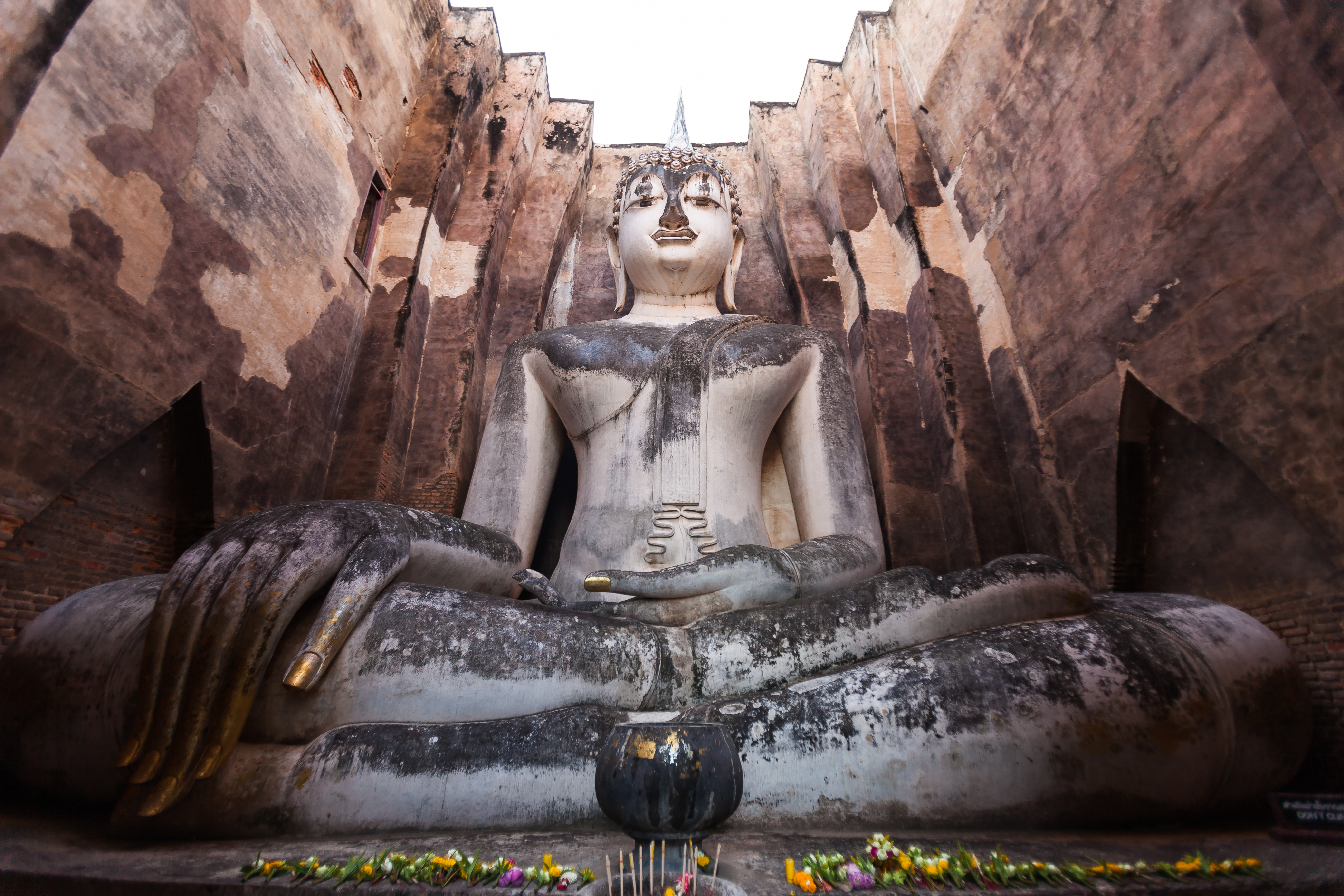
Ват Сі Чхум,Сукхотайський історичний парк

### Експансія Рамакхамхаенга
Пхо Кхун Бан Муанг і його брат Рамакхамхаенг розширили Сухотайське королівство. На південь Рамакхамхаенг підкорив королівство рештки Шрі Тамнакорн (Тамбралінга), що занепала на той час, і з Тамбралінги прийняв буддизм-тхареваду як державну релігію. Традиційна тайська історіографія пафосно описувала експансію Сукхотаю, але точність цих стверджувань залишається під великим сумнівом. На північ Рамакхамхаенг зробив королівства Пхре і Муанг Суа своїми васалами.
На захід Рамакхамхаенг допоміг монам визволитися з-під гніту Вареру та Пагану, а новоутворене королівство Мартабан. Так, тайські історики вважали королівство Мартабан маріонеткою Сукхотай. Проте, на практиці така Сукхотайське експансія  могла бути не настільки великою.

### Занепад та домінування Аюттхаї
До початку чотирнадцятого століття Сукхотая контролював більшість сучасних територій Таїланду. Тільки східні провінції залишалися під кхмерським контролем. Після смерті Рамакхамхаенга, провінції Сукхотаю почали відколюватися. Рамакхамхаенга змінив його син Лотай. Васальні царства, перші Уттарадіт на півночі, потім незабаром після лаоських королівств Луангпрабангу та В'єнтьяна (Wiangchan), звільнили себе від свого "сюзерена". У 1319 р. на півдні відділилося , а в 1321 р. Ланна захопили Так, одне з найстаріших міст під контролем Сукхотаю. На південь потужне місто Суфханбурі також звільнилося майже одразу пісня початку правління Лоетая. Таким чином, королівство було швидко скорочено до колишнього місцевого значення.
У 1349 році армії з царства Аюттхая вторглися і змусили Сукхотай сплачувати данину. Тоді, у 1378 році, цар Лоетай повинен був визнати васалітет.
Після смерті Маха Таммарачі III 1419 року почалися серйозні чвари всередині Сукхотаю,чим і скористались аюттхайці, встановивши в Сукхотаї свого царька і розмістивши там свої гарнізони. Цей епізод ознаменував остаточний кінець незалежного Сукхотаю.

### Поступове злиття з Аюттхаєю
Проте, це було не просто анексією та включенняи в імперію Аюттхая, а дві мандали і їх традиції поступово зливаються протягом XV-XVI вв. Традиції військової справи, адміністрація, архітектура, релігійна практика та мова Сукхотая суттєво вплинули на Аюттхаю. Оскільки Аюттхайське королівство ще не мало централізованої адміністрації, колишні території Сукхотая, що тепер називаються "північними містами" або Муанг-Нуеа, продовжували управляти місцевими аристократами під пануванням Аюттхаї. У сучасних умовах це стан можна назвати своєрідною "федерацією". Найважливішим "північним містом" тепер був Пхітсанулок, оскільки власне Сукхотай пережив величежну втрату важливості. Північні дворяни пов'язували себе з аюттханською елітою через шлюбні союзи, а північні воєначальники служили в армії Аюттхая, оскільки військова традиція Суккотая вважалася жорсткішою ніж аюттхайська.
З 1456 по 1474 роки колишні території Сукхотаю були об'єктом війни між Аюттхаєю і Північним тайським королівством Ланна. У 1462 р. Місто-штат Сукхотай повстав проти Аюттхаї за підтримки Лан На. Протягом цього часу Пхітсанулок служив "другою столицею" Королівства Аюттхая, а в 1463 році король Боромматрайлоканат навіть переїхав до нього.Сучасні португальські торговці описали Аюттхаю та Пітсанулок як "держави-близнюки". Північні дворяни, що за походженням є нащадками старої сукхотайської еліти, нерідко грали важливу роль аюттхайських міжусобицях. У 1569 році Махатаммарача, тодішній губернатор Фіцанулока і віце-король північних міст, який стверджував, що він є нащадком старої Сукхотайської династії, піднявся на Аюттханський престол.

### Остаточне падіння Сукхотаю
Після битва на річці Сітаун в 1583 король Наресуан з Пхітсанулока (і князь Аюттхая) насильно переселяв людей з міст Пхітсанулок, Сукхотай, Фічай,  Сі Сачананалі, Камфаенг-Фет, Фічіт і Прабанг в Південну Центральну рівнину, внаслідок війни з бірманцям і землетруса. Після поразки бірманців, ці міста були відновлені, але не як незалежне царство, а як провінції в межах Королівства Аюттхая.

## Економіка
Тайці не тільки перейняли у кхмерів багато виробничих досягнень, а й принесли свою виробничу організацію. Її основою було село кровних родичів (бан), що складалася з «будинків» (риан). Один-два села споруджували дрібномасштабні зрошувальні системи. Землеробське господарство йшло як на заливному поле (на) (рис), так і на суходільному (рай) (клейкий рис, пальма, бетель, тютюн). Багато робіт здійснювалися на основі взаємодопомоги.
Велику незалежність отримали домогосподарство і його голова. Проводилась розчистка лісу для створення рисових полів. В 1292 році введений новий порядок спадкування майна «батька роду», голови дому. Аристократія (чао мианг) будувала фортечні замки. У столиці та в місті Саванкалок Рамакхамхаенг Великий поселив майстрів з виготовлення порцеляни.Цю порцеляну він надзвичайно активно експортував в Китай династії Юань.
Активно розвивалася торгівля, податки за просування по дорогах відсутні, йшла товаризація дрібного виробника.

## Державне управління
На місцевому рівні діяла грромадська адміністрація (Пху бан). Також існувала система годувань (кин мианг), які передавалися родичам правителя, по суті, мова йде про васальні відносини.

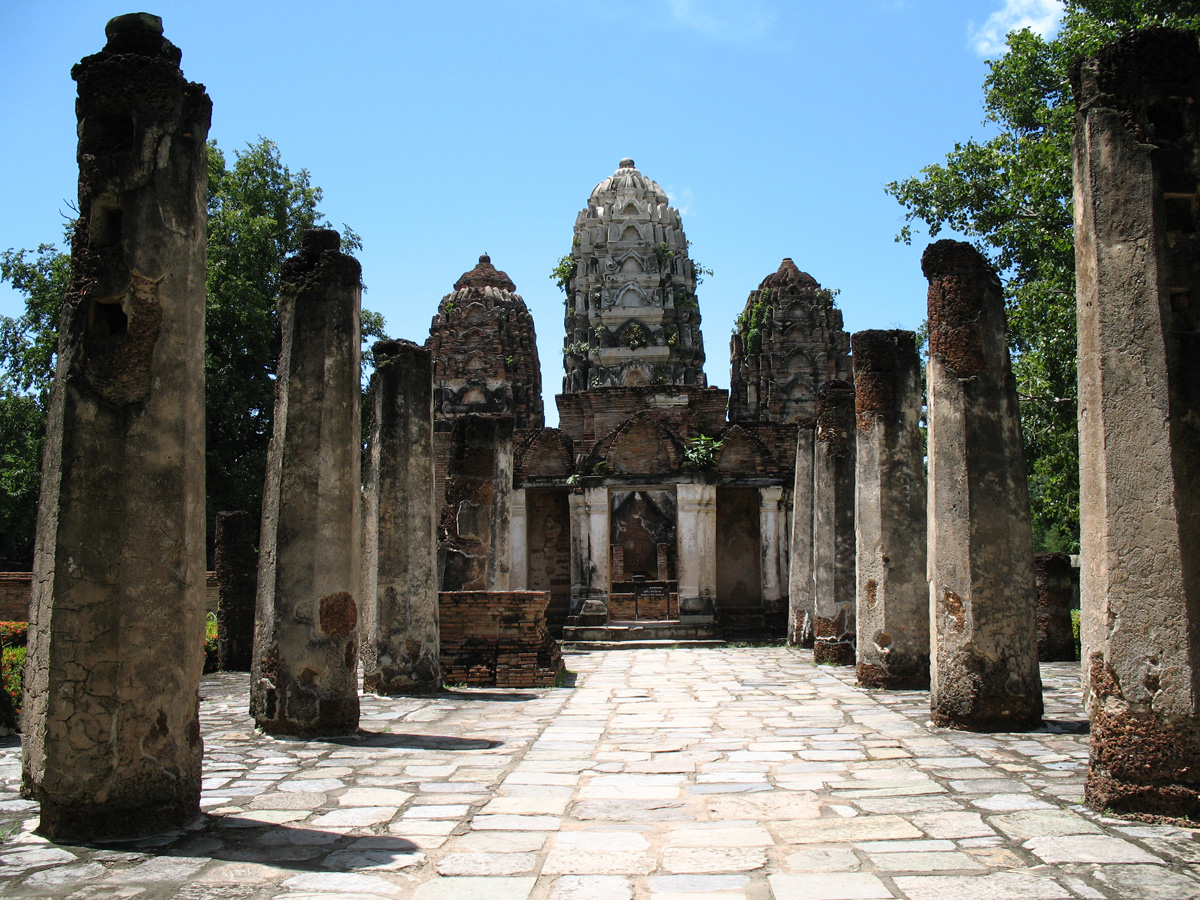
Історичний Парк Сукхотай
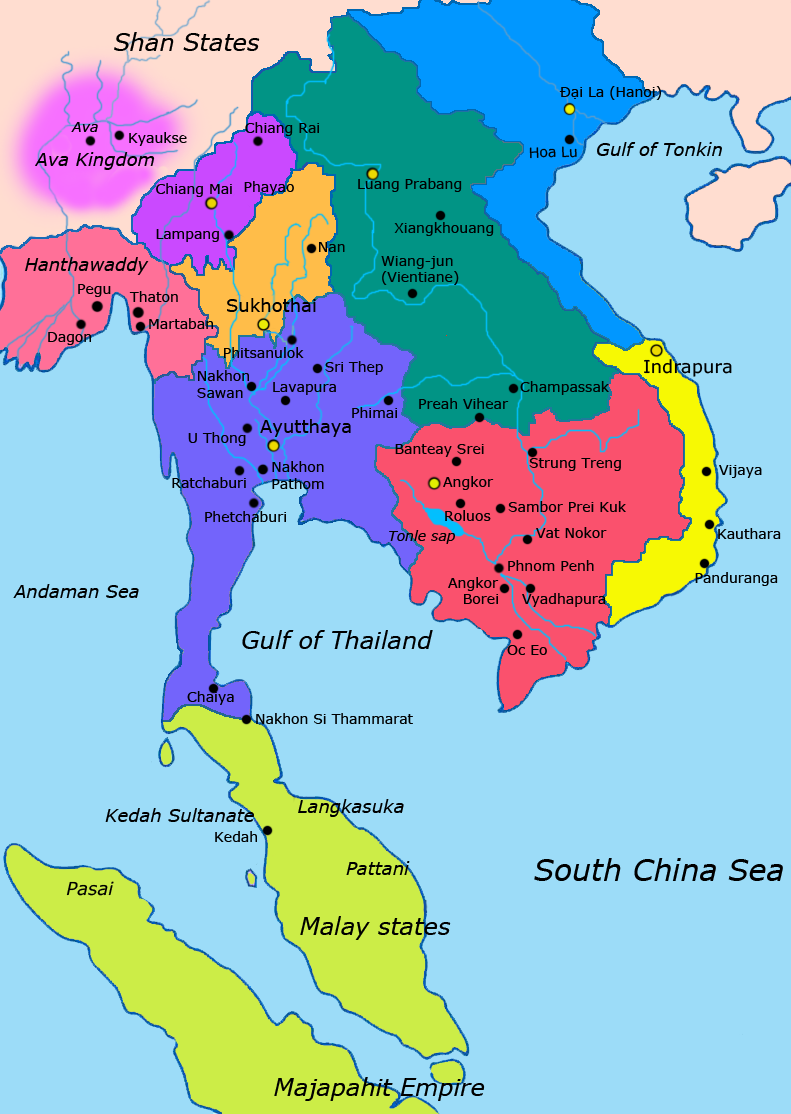
Південно-східна Азія в 1400 році Темнозелёний: Лансанг Пурпуровий: Ланна Помаранчевий: Сукхотай Фіолетовий: Аюттхая Червоний: Кхмерська імперія Жовтий: Чампа Блакитний: Дайв'єт
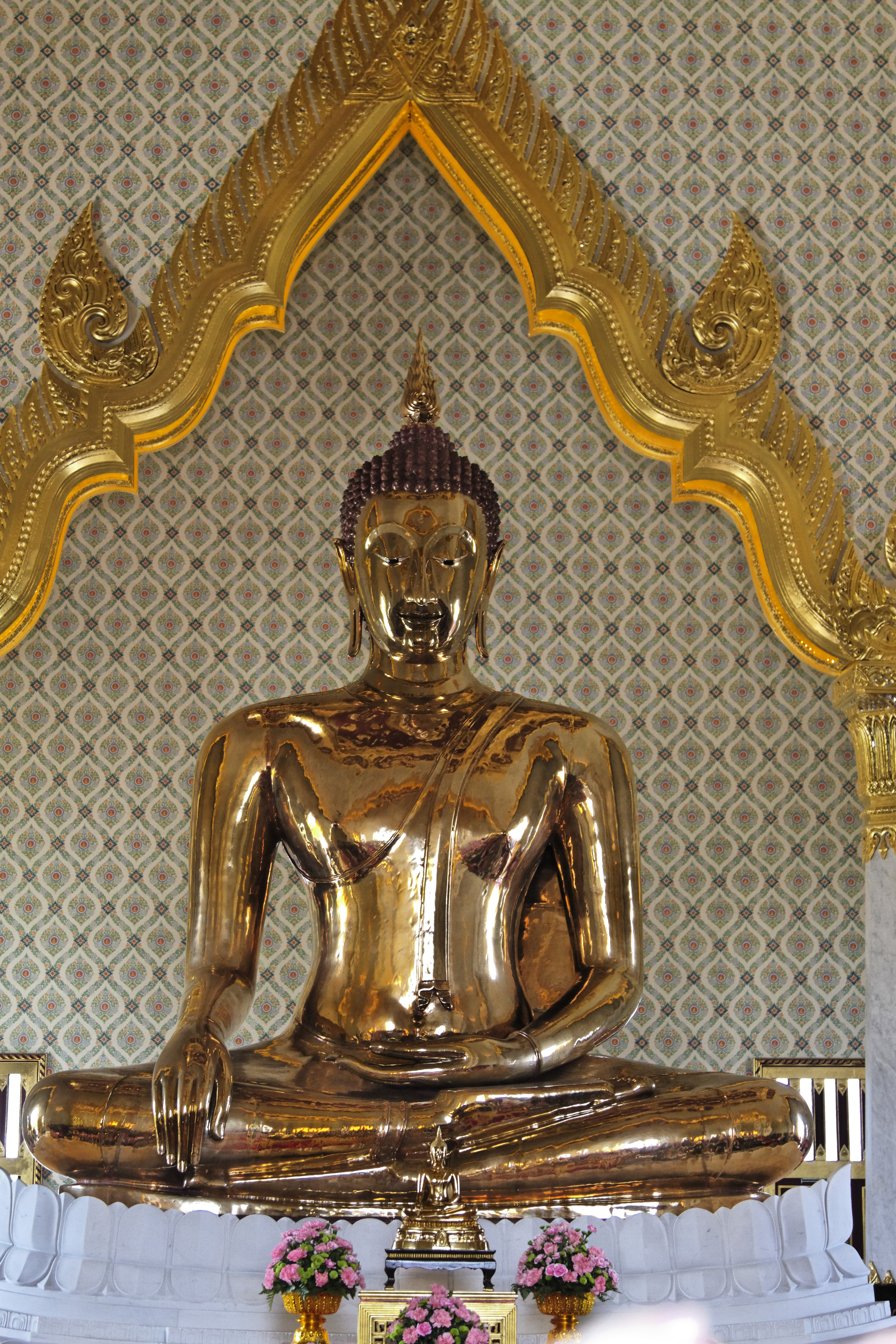
Золотий Будда - найбільша суцільнолита золота статуя, створена в епоху Сукхотай
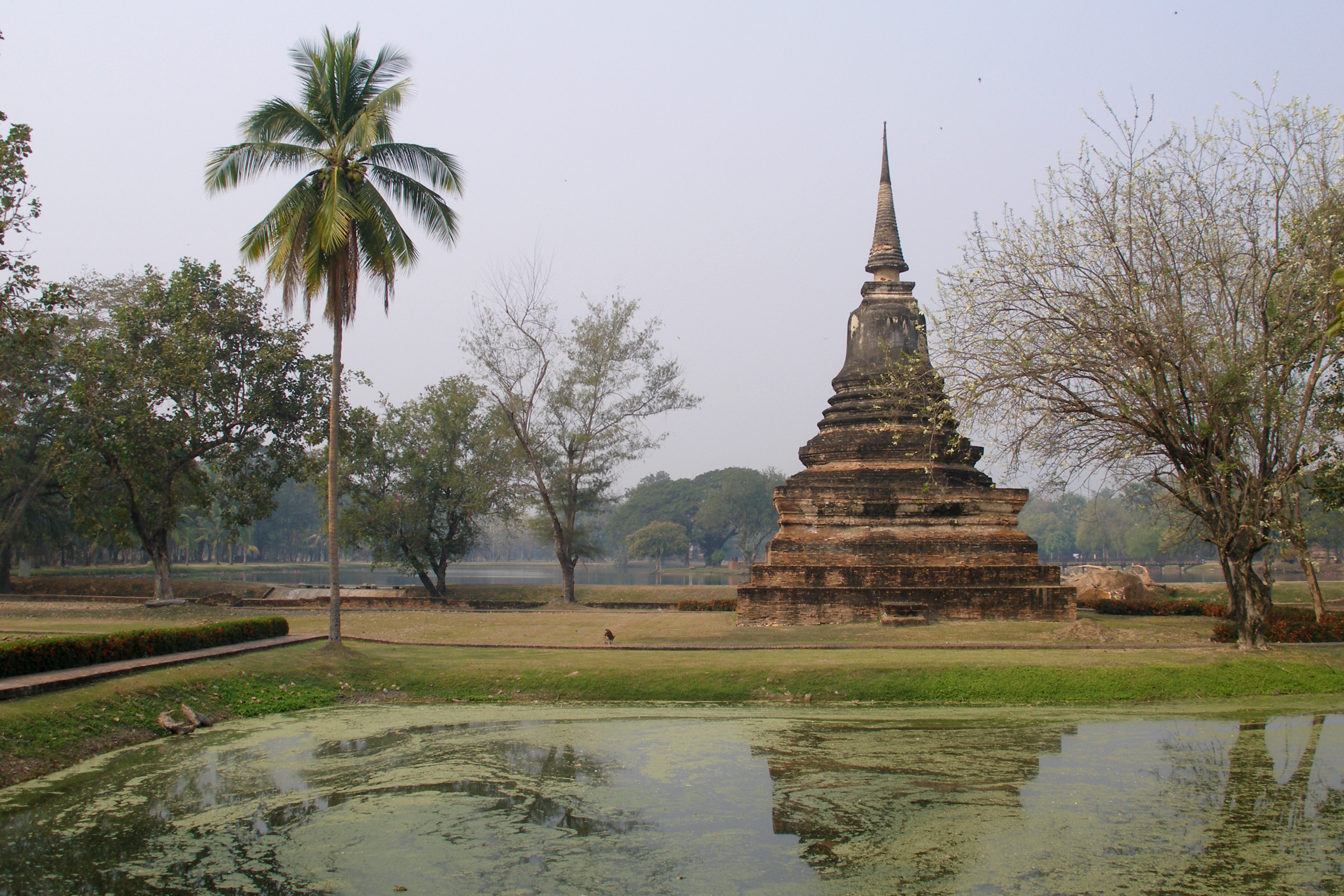
Історичний Парк Сукхотай
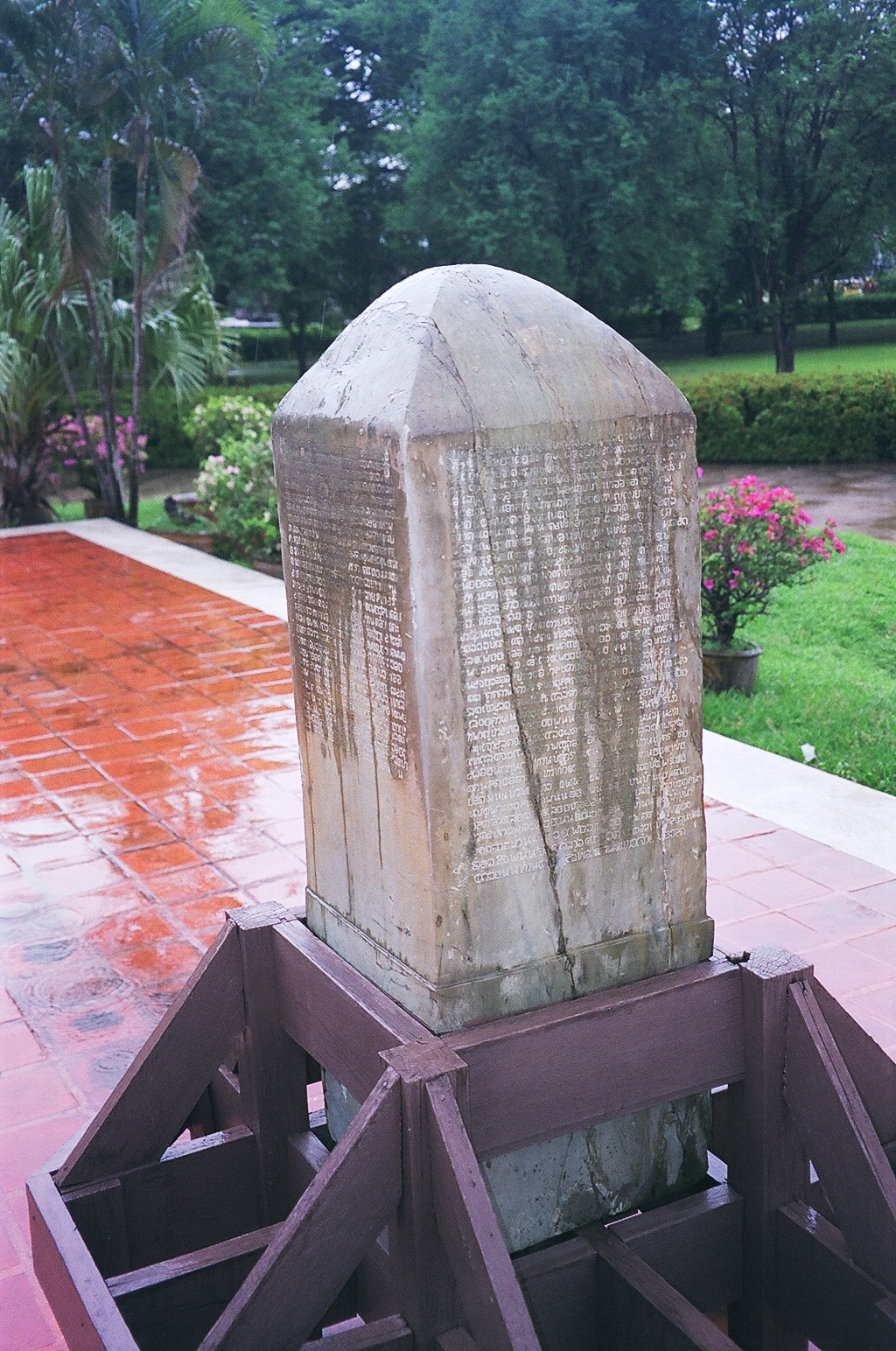
Напис Рамакхамхаенга Великого

- Південно-східна Азія в 1400 році 
 Темнозелёний: Лансанг 
 Пурпуровий: Ланна 
 Помаранчевий: Сукхотай 
 Фіолетовий: Аюттхая 
 Червоний: Кхмерська імперія 
 Жовтий: Чампа 
 Блакитний: Дайв'єт
- Золотий Будда - найбільша суцільнолита золота статуя, створена в епоху Сукхотай
- Історичний Парк Сукхотай
- Напис Рамакхамхаенга Великого